# Carlos Menditeguy

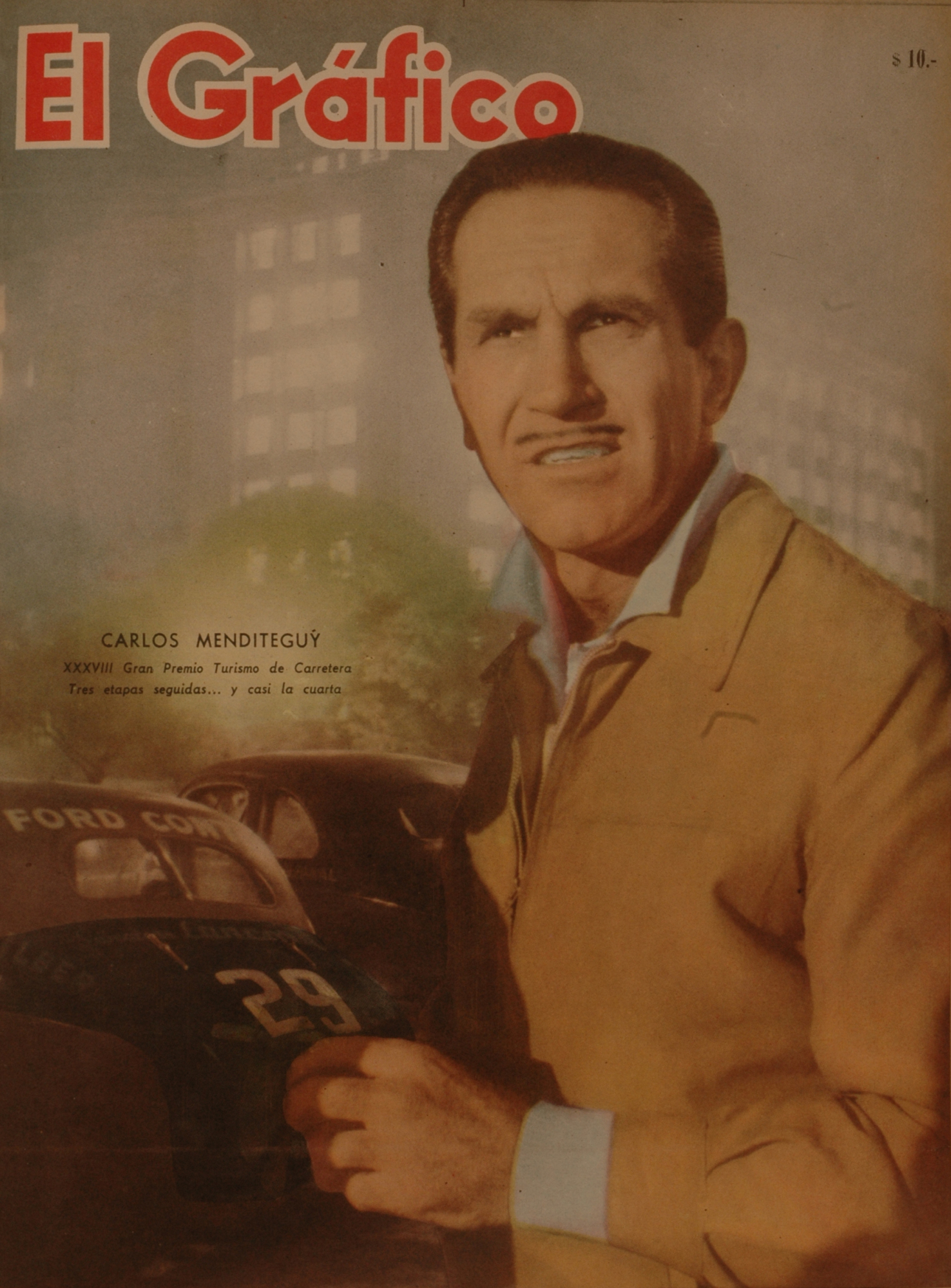
Carlos Menditeguy

Carlos Alberto Menditeguy (Buenos Aires, Argentinië, 10 augustus 1914 – aldaar, 27 april 1973) was een Formule 1-coureur uit Argentinië.
Menditeguy nam tussen 1953 en 1960 deel aan elf Grands Prix voor de teams Gordini, Maserati en Scuderia Centro Sud en scoorde hierin 1 podium en 9 punten.
Hij ligt begraven op de begraafplaats van Recoleta in Buenos Aires.